# 埃内奇维尔
埃內奇維爾（德語：Ernetschwil）是瑞士聖加侖州的一个旧市镇，位於該國東北部，面積10.26平方公里，海拔高度575米，截至2011年总人口为1434人。2013年1月1日，埃内奇维尔与市镇里登并入市镇戈米斯瓦尔德。

## 外部連結
- Official website （德文）